# Kap Bretonön

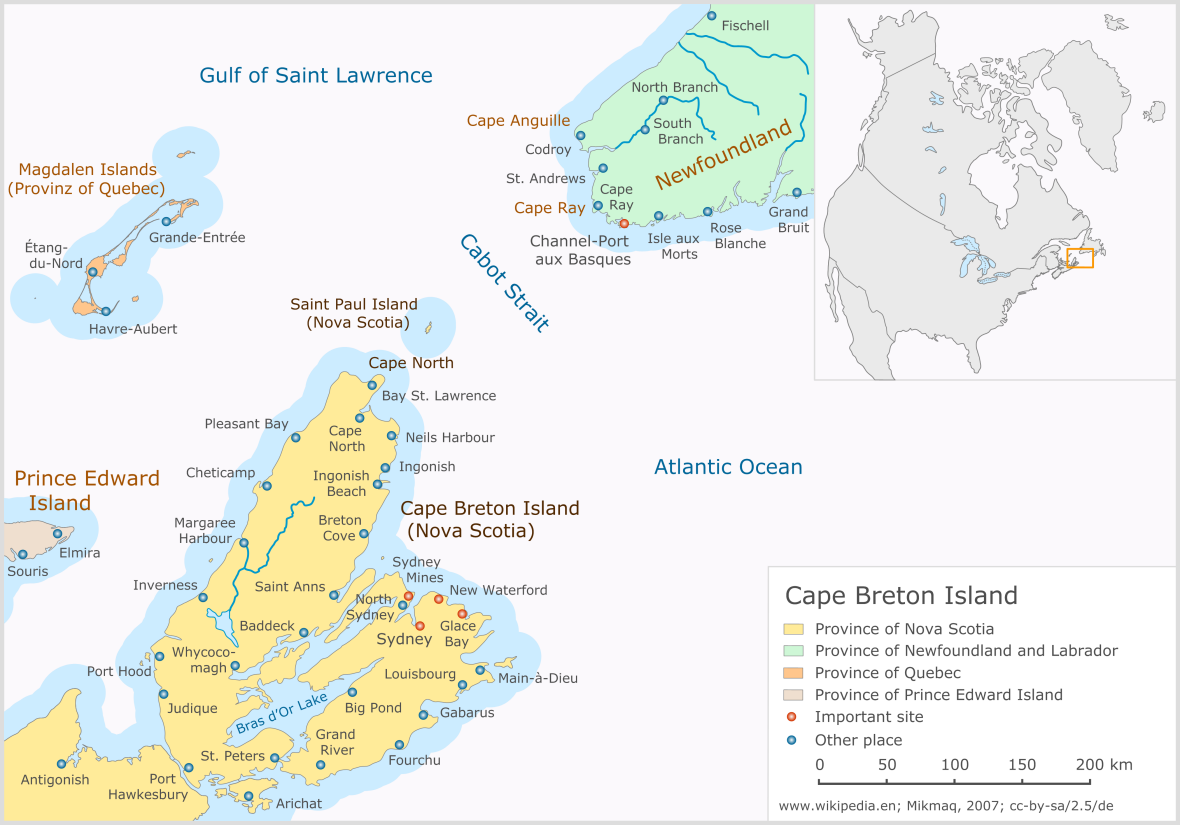
Karta som visar Kap Bretonöns läge i Kanada.

Kap Bretonön (engelska: Cape Breton Island; franska: Île du Cap-Breton; skotsk gaeliska: Eilean Cheap Bhreatainn) är en ö i provinsen Nova Scotia vid Kanadas östkust. Öns areal  är 10 311 kvadratkilometer. Cansosundet skiljer den från fastlandet, men sedan 1955 finns det väg- och järnvägsförbindelse över sundet. Viktiga städer på ön är Sydney och Glace Bay.
Även om engelska numera är det dominerande språket, så talades tidigare franska och skotsk gaeliska över stora delar av ön. Franskan lever ännu kvar relativt stark längs kusten omkring Chéticamp. Gaeliskan är inte längre huvudspråk någonstans på ön men talas fortfarande som modersmål på vissa delar av ön. En del av befolkningen på ön tillhör ursprungsbefolkningen mi'kmaq.

## Historia
När europeerna upptäckte Kap Bretonön var området bebott av mi'kmaq. Giovanni Caboto från Genua besökte ön 1497 under utforskning av Kanada. Portugiserna började fiska i området omkring 1500. Fransmännen började kolonisera Nova Scotia omkring 1600 och döpte Kap Bretonön till Île Royale. Fästningen Louisbourg byggdes för att försvara Saint Lawrenceviken och den franska fiskeflottan i början på 1700-talet. Vid Parisfreden (1763) blev Kap Bretonön en brittisk koloni och ingick i provinsen Nova Scotia.
År 1775 kom Michael Mor MacDonald till Kap Bretonön. Han bodde i en upp och nervänd båt och skrev en sång om området: O's alainn an t-aite, ("Fair is the Place"). 1784 delades Nova Scotia i tre kolonier: New Brunswick, Kap Bretonön med halvön Nova Scotia och Prince Edward Island.

### Gruvindustri
När fortet Louisbourg byggdes i början på 1700-talet behövdes kol. 1720 startade den första kolgruvan nära fiskebyn Port Morien. Gruvindustrin utvecklades sakta fram till 1820-talet. År 1826 bildades General Mining Association, verkstäder och bostäder byggdes och en järnväg drogs till North Sydney. På 1860-talet fanns 12 gruvor i Glace Bay. 1894 gav den kanadensiska regeringen koncession till ett amerikanskt bolag, Dominion Coal Company.

### Skeppsbyggeri
På 1790-talet började större segelfartyg byggas i North Sydney på Kap Bretonön. Skonare byggdes för kusttrafiken och på 1820-talet byggdes större briggar och brigantiner, ofta för brittiska  redare. Varvsindustrin nådde en topp på 1850-talet då det fullriggade skeppet Lord Clarendon byggdes.

## Geografi
Kap Bretonön är 10 311 km2 och består av Cape Breton Regional Municipality i öster, Richmond County i söder, Inverness County i nordväst och Victoria County i nordost.
På norra delen av Inverness och Victoria County ligger Cape Breton Highlands nationalpark, inrättad 1936. Genom parken flyter två floder, Chéticampfloden mynnar på västkusten och Aspfloden mynnar på nordkusten. I nationalparken ligger Artemise Lake.

## Kända personer från Kap Bretonön
- Kate Beaton (född 1983) – kanadensisk serieskapare
- Rita Joe (1932–2007) – mi'kmaqpoet och låtskrivare
- Richard Serra (född 1939) – skulptör